# Герценвиц, Михаил Иванович
Михаи́л Ива́нович Герценвиц (10 (22) ноября 1874 — не ранее 1923) — полтавский губернский предводитель дворянства в 1913—1917 годах.

## Биография
Родился 10 (22) ноября 1874 года в семье потомственных дворян Полтавской губернии. Брат Дмитрий — член Государственной думы от Полтавской губернии.
По окончании Института инженеров путей сообщения, был прикомандирован к управлению по сооружению железных дорог. Впоследствии состоя штатным по Министерству путей сообщения инженером, был производителем работ по постройке Вовчанско-Кушанской железной дороги и начальником партии работ в экспедиции по соединению Финляндских железных дорог. Затем был старшим инженером по сооружению дороги Петербург—Вологда, принимал участие в Высочайше учрежденной комиссии по железным делам.
В 1910 году был избран Константиноградским уездным предводителем дворянства, а в сентябре 1913 года — Полтавским губернским предводителем дворянства, в каковой должности состоял до Февральской революции.
Был арестован 21 мая 1919 года, 2 июня был выпущен из тюрьмы. Эмигрировал в Югославию, где в 1921—1923 годах был членом Союза русских инженеров. Дальнейшая судьба неизвестна.